# Injectie (geneeskunde)
Een injectie (populaire benaming: prik) is een toedieningsvorm van medicamenten met behulp van een injectiespuit. In de 20e eeuw werd bij grootschalige vaccinaties ook wel een straalinjector toegepast als naaldloos alternatief voor een injectiespuit.

## Injectievormen
De meest voorkomende manieren zijn:
1. intraveneus, dat wil zeggen in een ader, d.w.z. direct in de bloedbaan
2. intramusculair, in het spierweefsel
3. subcutaan, net onder de huid
4. intracutaan, in de huid.

Daarnaast zijn er nog andere vormen van injecties:
- intraperitoneaal (door het peritoneum (buikvlies) in de buik, bereikt eerst de lever voor de bloedbaan)
- intraossaal (door de harde buitenlaag (de cortex) van het bot direct in het beenmerg)
- intrapleuraal (door de pleura (membraan rond elk van de longen) direct in de pleuraholten)

Nog minder toegepaste vormen:
- intra-arterieel (in een slagader)
- intracardiaal (in het hart)
- intrathecaal (in het ruggenmergvocht)
- intra-articulair (in een gewricht)

## Afbeeldingen

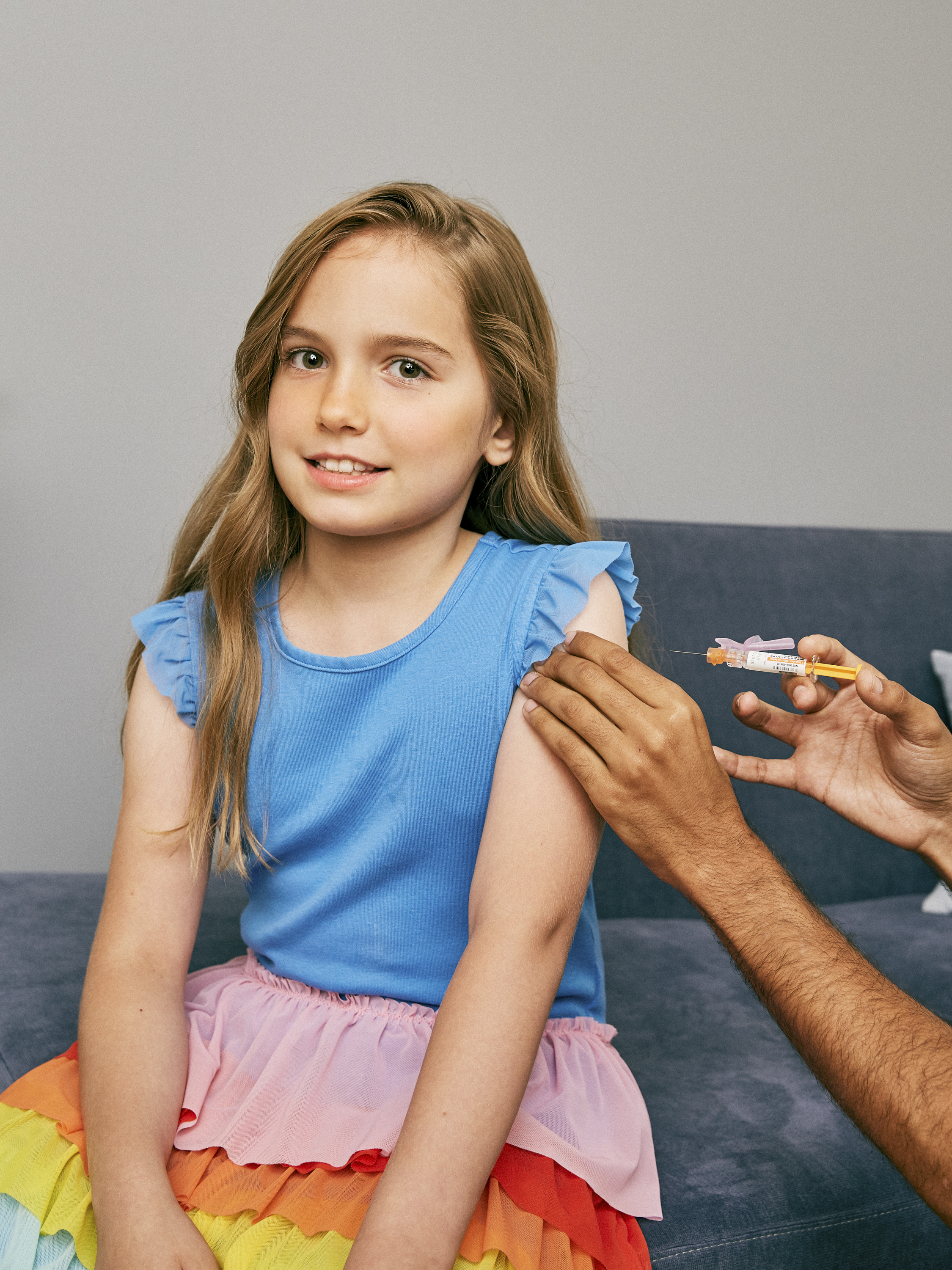
Een kind krijgt een injectie toegediend
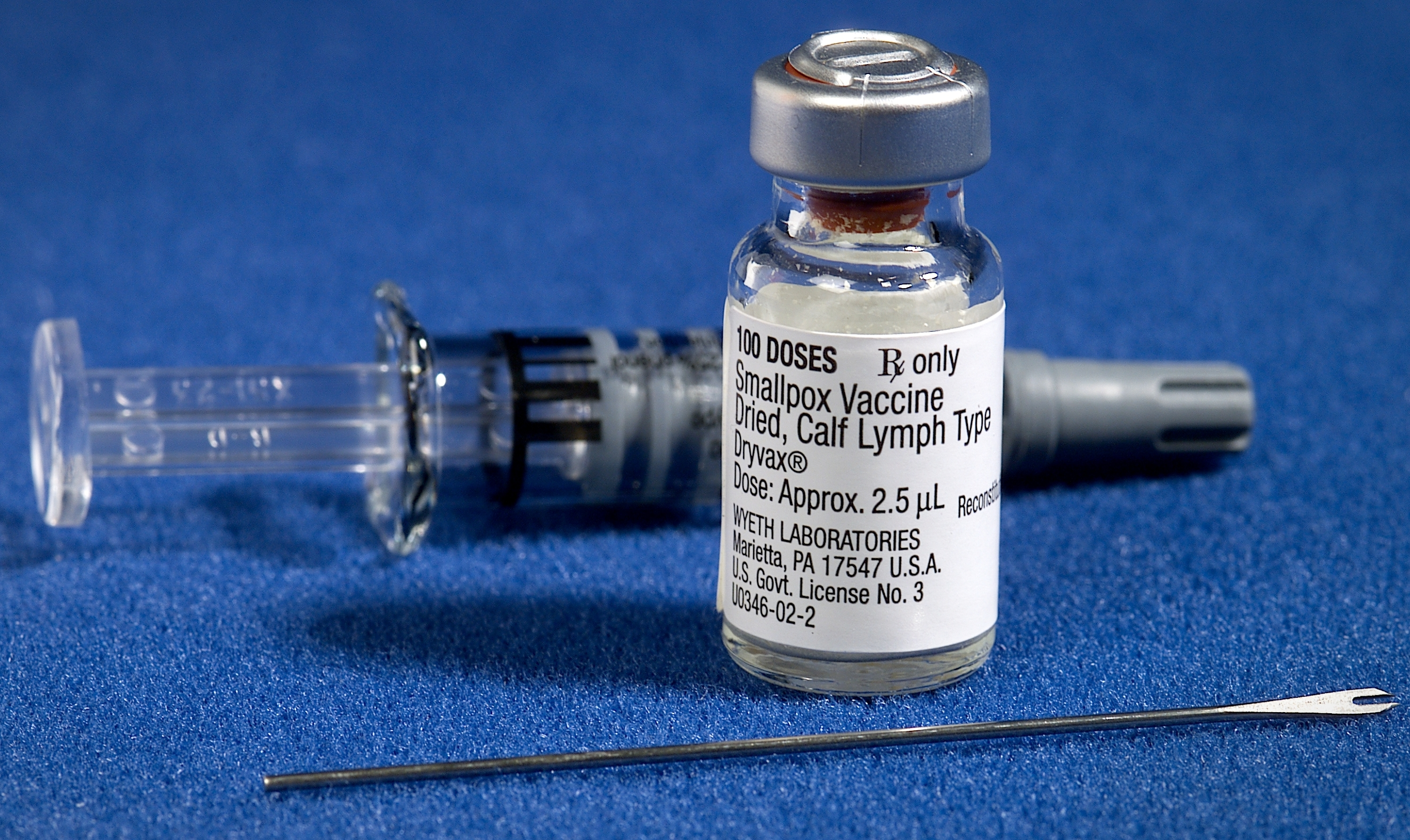
Een flesje met het pokken-vaccin en de bijbehorende gevorkte naald
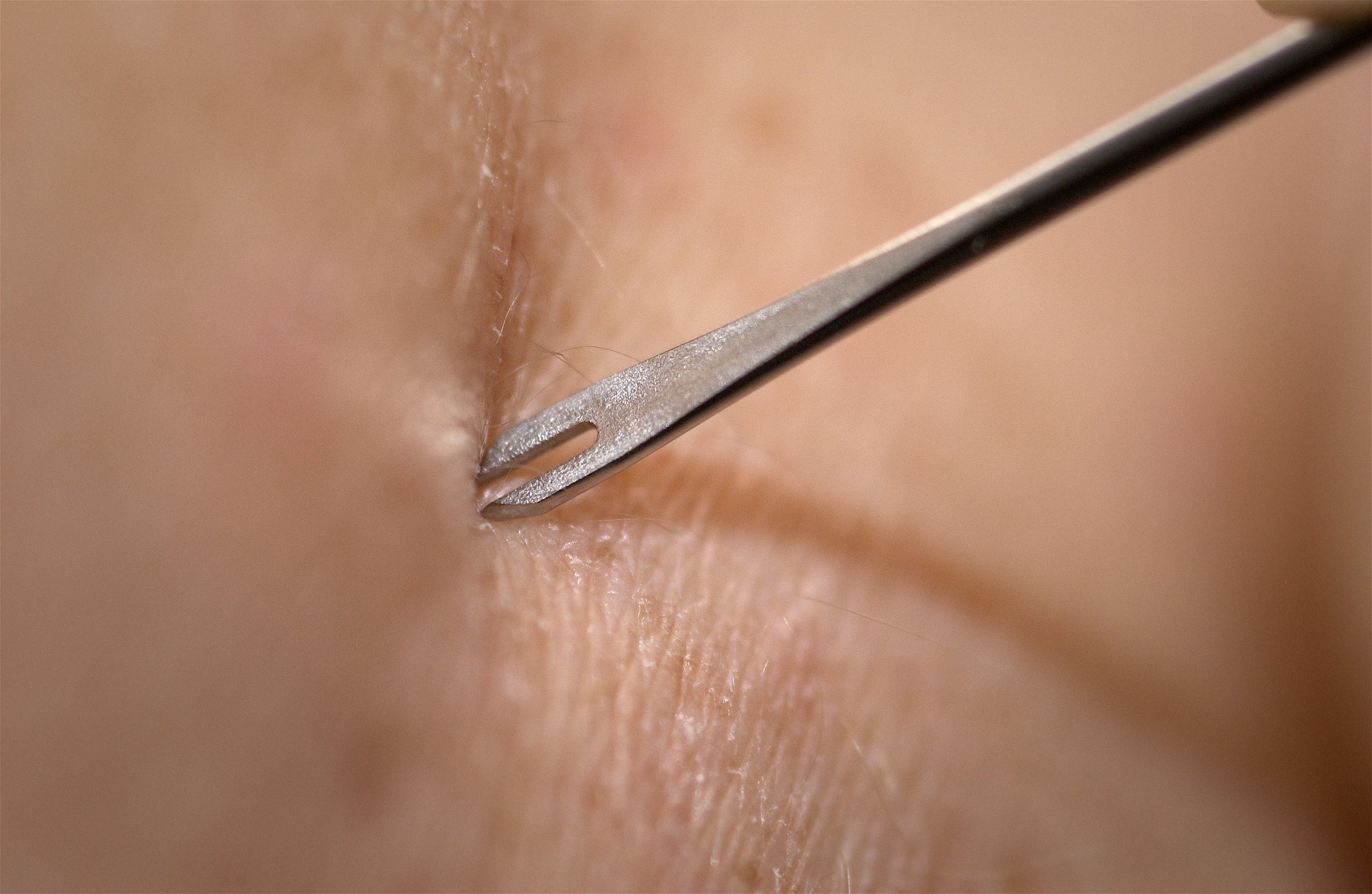
Gebruik van een gevorkte naald